# 日本高等学校棒球联盟
34°41′20″N 135°29′28″E / 34.6890083°N 135.4910048°E
公益财团法人日本高等學校棒球联盟（日语： / 英語：）是日本男子高中棒球的统辖组织，由日本47个都道府县的高等學校棒球聯盟加盟而成。它与全日本大学棒球联盟共同组成了它们的上级组织日本学生棒球协会。根据其发表的报告显示，截至2020年2月29日，日本共计有3,957所高等学校及143,867名高中棒球社团成员加盟日本高等学校棒球联盟。

## 组织简介
第二次世界大战前，大阪朝日新闻社为运营全国中等学校优胜棒球大會而于1946年组建了“全国中等学校棒球联盟（全国中等学校野球連盟）”，这就是日本高等学校棒球联盟的前身。
二战结束后，随着1947年的日本学制改革，旧制中等教育学校改革为高等学校，全国中等学校棒球联盟也改组为“全国高等学校棒球联盟”。
1963年，全国高等学校棒球联盟获得文部省（现文部科学省）的认可而获得财团法人资格，于是改为现名。

## 组织沿革
- 1915年8月，由大阪朝日新闻（现朝日新闻）主办的全国中等学校优胜棒球大會开始举行。
- 1924年4月，由大阪每日新闻（现每日新闻）主办的选拔中等学校棒球大會开始举行。
- 1924年8月，阪神甲子园球场落成，上述两项赛事转移到此球场举行。
- 1946年2月，日本高等学校棒球联盟的前身——全国中等学校棒球联盟成立。
- 1946年12月，全国中等学校棒球联盟成为日本学生棒球协会（日语：日本学生野球協会）的下级组织。
- 1947年4月，因日本学制改革（日语：学制改革），全国中等学校棒球联盟改名为全国高等学校棒球联盟。
- 1956年8月，全国高等学校软式棒球大會（日语：全国高等学校軟式野球選手権大会）开始举行。
- 1963年2月，随着联盟改组为财团法人，联盟也更名为日本高等学校棒球联盟。
- 1978年8月，全国高等学校软式棒球大會改名为全国高等学校软式棒球锦标赛。
- 2012年4月，日本高等学校棒球联盟性质变更为公益财团法人。

## 运营赛事
- 全国高等学校棒球锦标赛（夏季甲子园）
- 选拔高等学校棒球大会（春季甲子园）
- 全国高等学校软式棒球锦标赛（日语：全国高等学校軟式野球選手権大会）

## 组织构成
日本高等学校棒球联盟的最高管理部门为全国理事会，全国理事会由常务理事会及9个地区理事会组成并接受评议员会的监督。全国理事会与评议员会均为复数成员。
全国理事会下辖：
- 业务运营委员会
- 总务委员会
- 审议委员会
- 审议规则委员会
- 财务委员会
- 锦标赛运营委员会
- 选拔赛运营委员会
- 软式棒球委员会
- 佐伯纪念国际交流基金委员会
- 医学委员会
- 技术与振兴委员会
- 业余赛事健全化委员会
- 特待生问题研究委员会
- 高中棒球200年构想推进委员会

## 历任会长
| 届 | 姓名     | 任期           | 入选棒球名人堂 |
| -- | -------- | -------------- | -------------- |
| 1  | 上野精一 | 1946年－1948年 |                |
| 2  | 中泽良夫 | 1948年－1966年 | 1991年         |
| 3  | 佐伯达夫 | 1967年－1980年 | 1981年         |
| 4  | 牧野直隆 | 1981年－2002年 | 1996年         |
| 5  | 脇村春夫 | 2002年－2008年 | 2019年         |
| 6  | 奥岛孝康 | 2008年－2015年 |                |
| 7  | 八田英二 | 2015年－现任   |                |

## 近年改革
- 在选拔高等学校棒球大会中设立“21世纪名额”用于表彰那些“努力的高中棒球社团”；这种“努力”不是对赛果的追求而是对全体高中棒球选手的启发。当然，也有人批评这种“努力”标准过于空泛。
- 从2003年的选拔大会开始，设立了“明治神宫大赛名额”和“希望名额”。希望名额于2008年的选拔大赛中废止。
- 2006年的锦标赛开幕式上，对有救助他人性命的京都府立久美滨高等学校（日语：京都府立久美浜高等学校）棒球部的4名成员进行了点名表扬[2]。
- 日本高等学校棒球联盟禁止合作媒体制作发行任何嘲笑球场上运动员或高中棒球教育性质的内容；如经发现，不仅会收到联盟的直接抗议还会导致相关处罚。联盟希望通过此举提高媒体对高中棒球报道的纯洁性[3]。

## 相关争议

### 对应援的干涉
- 1994年的锦标赛（日语：第76回全国高等学校野球選手権大会）上，冲绳县代表学校那霸商高（日语：沖縄県立那覇商業高等学校）的应援团因身着哎萨而被联盟以着装“奇异”和“华美”而要求自肃。尽管哎萨并非那霸商高的比赛制服，同时也是冲绳县人民的民族服，但还是招致了联盟的禁止，这引发了冲绳县人民的抗议。
- 2001年的锦标赛（日语：第83回全国高等学校野球選手権大会）上，长野县知事田中康夫（日语：田中康夫）为给本县的代表学校塚原青云高校（日语：松本国際高等学校）应援而带来了本县的吉祥物。但在比赛中途，他与玩偶都被请出了赛场。但是有人指出，这条禁令早已通知各县，故问题应该归咎于长野县知事。
- 2011年的锦标赛上，有关应援吹奏乐团的音量大小也成了争议问题。在大赛开始前，千叶县代表学校习志野高校（日语：習志野市立習志野高等学校）吹奏乐部的顾问老师石津谷治法的一番发言引发了争论。石津谷说：“对手学校的应援团和替补席常常向我抱怨‘太吵了’，这在我看来是对我们的最大褒奖，因为我们对对手施加了足够的压力。”为了压制对手，应援团的吹奏乐的演奏方向往往会对准对手击球手所在的本垒区；如果对方利用“暂停”在投手丘商议战术时，那么就会对准对手投手所在的投手丘。根据石津谷的说法，“这将让对方替补席很难听清指令，同时也会干扰投手与教练的沟通。如果对方投手心态不稳的话，这将会导致他崩溃。”[4][5]日本高等学校棒球联盟表示石津谷治法的说法是一个问题，并致电习志野高校棒球部的监督老师小林彻表达了严重关切。不过石津谷治法从未在甲子园赛场上出现过[6]；而关于习志野高校吹奏乐部有干扰比赛的说法，大部分的意见认为联盟有“过分干预”的问题。因为“看台上的应援团、观赛学生和吹奏乐团都是高中棒球的一部分”，“而吹奏乐干扰比赛没有确实证据”。不过因为这个事件，从2017年开始，联盟禁止当教练向投手丘下达指令或暂停时演奏吹奏乐。

### 女性选手问题
2016年夏季甲子園大會，大分高校的女經理身著球衣進入場內協助男性球員進行練習，卻遭到相關人員以"女性進入場內過於危險"為由驅趕，引發各界譁然。

## 非加盟校
学校法人芦屋学园自2014年学年开始将其中等部、高等部与大学部的棒球部合并成一个中学、高校、大学一贯制的棒球部——芦屋学园棒球俱乐部，并成为关西独立联盟兵库蓝砂队旗下的培训梯队。由于该校并非日本高等学校棒球联盟加盟校，因此芦屋学园棒球俱乐部既不能参与由该联盟组织的甲子园相关赛事，同时也不能与该联盟的其他加盟校进行任何正式比赛；不过芦屋学园正试图与社会人及专门学校的棒球俱乐部组建“挑战联赛”。此外，由于不受“职业队与业余队相互隔离”的规定限制，只要芦屋学园棒球俱乐部成员具有相应的实力，他们即可参加关西独立联盟的各项赛事。